# Campionati europei di sollevamento pesi 1961
I Campionati europei di sollevamento pesi 1961, 43ª edizione della manifestazione, si svolsero a Vienna dal 20 al 25 settembre; la gara mondiale venne considerata valida anche come campionato europeo e furono classificati i tre atleti del continente col miglior piazzamento.

## Formula
La formula prevedeva tre serie di sollevamenti:
- sollevamento a distensione a due mani;
- sollevamento a strappo a due mani;
- sollevamento a slancio a due mani.

## Titoli in palio
| Categoria            | Eventi         | Atleti |
| -------------------- | -------------- | ------ |
| Pesi gallo           | Fino a 56 kg   | 7      |
| Pesi piuma           | Fino a 60 kg   | 13     |
| Pesi leggeri         | Fino a 67.5 kg | 14     |
| Pesi medi            | Fino a 75 kg   | 12     |
| Pesi massimi leggeri | Fino a 82.5 kg | 13     |
| Pesi mediomassimi    | Fino a 90 kg   | 13     |
| Pesi massimi         | Oltre i 90 kg  | 7      |

## Nazioni partecipanti
Ai campionati parteciparono 79 atleti rappresentanti di 19 nazioni. Sette di queste entrarono nel medagliere. Tra parentesi i partecipanti per nazione.
- Austria (7)
- Belgio (1)
- Bulgaria (3)
- Cecoslovacchia (4)
- Finlandia (4)
- Francia (4)
- Germania Est (7)
- Germania Ovest (4)
- Grecia (1)
- Italia (3)
- Norvegia (1)
- Paesi Bassi (3)
- Polonia (7)
- Romania (4)
- Regno Unito (5)
- Spagna (1)
- Turchia (6)
- Ungheria (7)
- Unione Sovietica (7)

## Risultati
| Evento       | Oro                  | Oro   | Argento        | Argento | Bronzo           | Bronzo |
| ------------ | -------------------- | ----- | -------------- | ------- | ---------------- | ------ |
| 56 kg.       | Vladimir Stogov      | 345,0 | Imre Földi     | 345,0   | Renzo Grandi     | 315,0  |
| 60 kg.       | Sebastiano Mannironi | 357,5 | Evgenij Minaev | 357,5   | Elemér Szabó     | 345,0  |
| 67,5 kg.     | Waldemar Baszanowski | 402,5 | Sergej Lopatin | 400,0   | Marian Zieliński | 395,0  |
| 75 kg.       | Aleksandr Kurynov    | 435,0 | Győző Veres    | 420,0   | Marcel Paterni   | 405,0  |
| 82,5 kg.     | Rudol'f Pljukfel'der | 450,0 | Géza Tóth      | 432,5   | Jouni Kailajärvi | 430,0  |
| 90 kg.       | Ireneusz Paliński    | 475,0 | Louis Martin   | 462,5   | Arkadij Vorob'ëv | 437,5  |
| Oltre 90 kg. | Jurij Vlasov         | 525,0 | Eino Mäkinen   | 462,5   | Károly Ecser     | 455,0  |

## Medagliere
| Posiz. | Nazione          | Oro | Argento | Bronzo | Totale |
| ------ | ---------------- | --- | ------- | ------ | ------ |
| 1      | Unione Sovietica | 4   | 2       | 1      | 7      |
| 2      | Polonia          | 2   | 0       | 1      | 3      |
| 3      | Italia           | 1   | 0       | 1      | 2      |
| 4      | Ungheria         | 0   | 3       | 2      | 5      |
| 5      | Finlandia        | 0   | 1       | 1      | 2      |
| 6      | Regno Unito      | 0   | 1       | 0      | 1      |
| 7      | Francia          | 0   | 0       | 1      | 1      |
| Totale | Totale           | 7   | 7       | 7      | 21     |

## Classifica a squadre
Il sistema di punteggio è basato sui punti distribuiti per l'esercizio totale in base allo schema adottato nel 1958:
| Pos. | Squadra          | Punti |
| ---- | ---------------- | ----- |
| 1    | Unione Sovietica | 44    |
| 2    | Ungheria         | 25    |
| 3    | Polonia          | 23    |
| 4    | Finlandia        | 11    |
| 4    | Italia           | 11    |
| 6    | Regno Unito      | 8     |
| 7    | Bulgaria         | 7     |
| 8    | Cecoslovacchia   | 6     |
| 8    | Romania          | 6     |
| 10   | Francia          | 5     |
| 10   | Germania Est     | 5     |
| 12   | Austria          | 2     |
| 12   | Germania Ovest   | 2     |
| 14   | Turchia          | 1     |